# Ridley
Ridley er en belgisk cykelproducent, grundlagt i 1990. 
Ridley sponserer også professionelle cykelhold, som blandt andet Uno-X Mobility.